# Thiruvandarkoil
Thiruvandarkoil (Tamil திருவாண்டார்கோயில் Tiruvāṇṭārkoyil) oder Thiruvandarkovil ist ein größeres Dorf mit rund 7.200 Einwohnern im südindischen Unionsterritorium Puducherry. Beim Ort befindet sich ein mittelalterlicher Shiva-Tempel.

## Lage
Thiruvandarkoil befindet sich ca. 19 km (Fahrtstrecke) westlich der Stadt Puducherry (Pondicherry) bzw. ca. 21 km östlich von Viluppuram in einer Höhe von ca. 25 m ü. d. M. in einer Exklave des Unionsterritoriums Puducherry.

## Geschichte
Wie weit die Geschichte des Ortes zurückreicht ist unklar; ungefähr seit der Mitte des 9. Jahrhunderts gehörte der Ort zum Herrschaftsgebiet der Chola-Dynastie. Einer Inschrift zufolge kann der Tempel in die Zeit um 930 datiert werden; weitere Inschriften stammen aus der späten Chola-Zeit.

## Sehenswürdigkeiten
An einem künstlich angelegten See befindet sich der von einer Mauer umschlossene und dem Hindu-Gott Shiva geweihte Panchanadishvara-Tempel; er besteht aus einer kleinen, seitlich geschlossenen Vorhalle (mandapa) und der Cella (garbhagriha) mit einem mehrfach zurückgestuften und von einer dünnen Stuckschicht überzogenen Turmaufbau (vimana) mit Scheinarchitekturen und Figurenschmuck sowie einer „Schirmkuppel“ mit Vasenaufsatz (kalasha). In den Nischen der aus Granitsteinen gemauerten und durch Pilaster gegliederten Außenwand befinden sich mehrere recht qualitätvoll gearbeitete Götterfiguren; vor dem Eingang zur Vorhalle ruht hier ein kleiner Nandi-Bulle.
Der Panchanadishvara-Tempel von Thiruvandarkoil wurde bereits im 7. Jahrhundert in den Tevaram-Hymnen des Dichterheiligen Sambandar besungen. Damit gehört er zu den 274 heiligen Orten des tamilischen Shivaismus (Padal Petra Sthalams). In seiner heutigen Form stammt der Tempel aus dem 10. Jahrhundert.

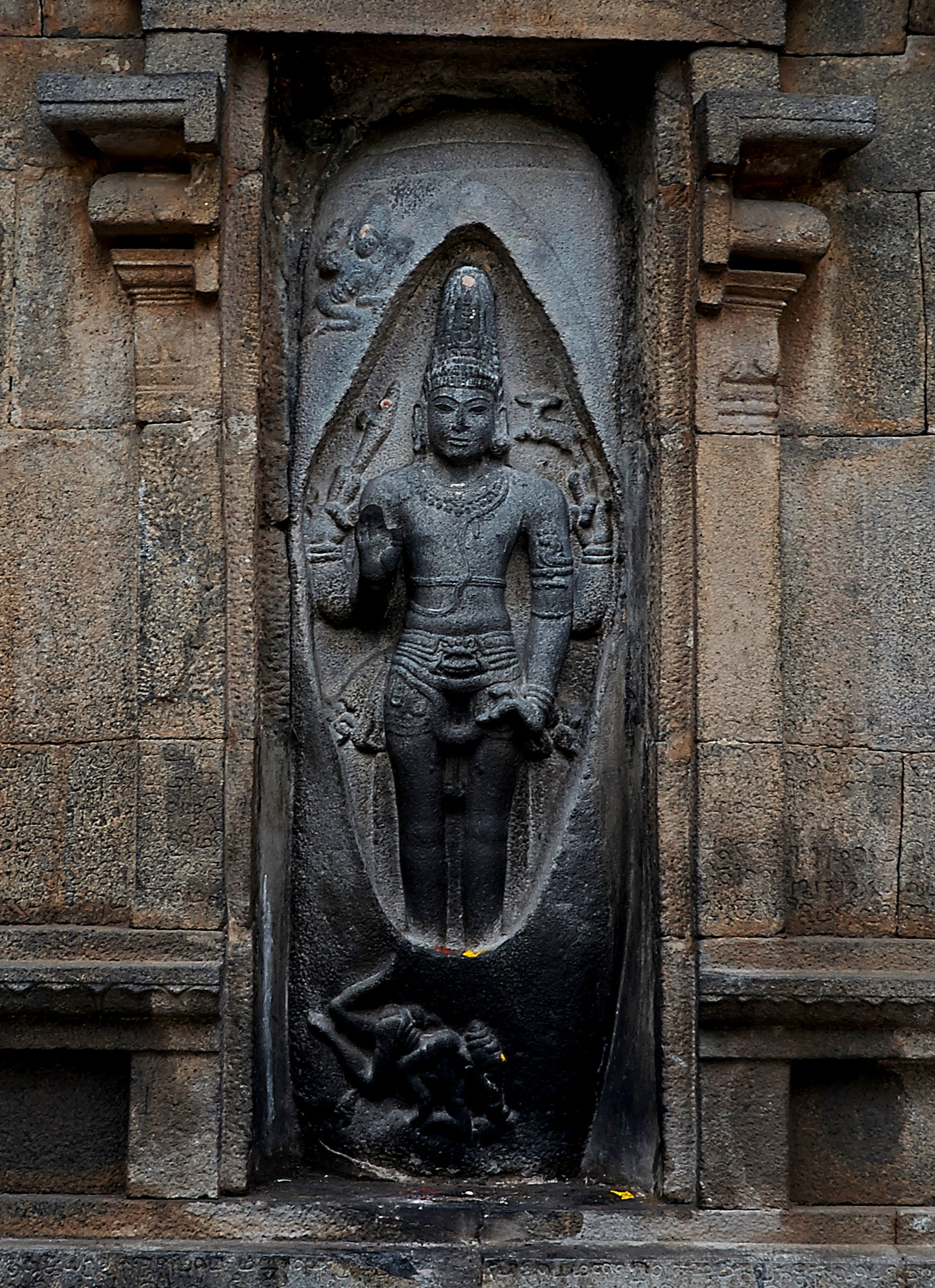
Shiva in der Lingam-Feuersäule
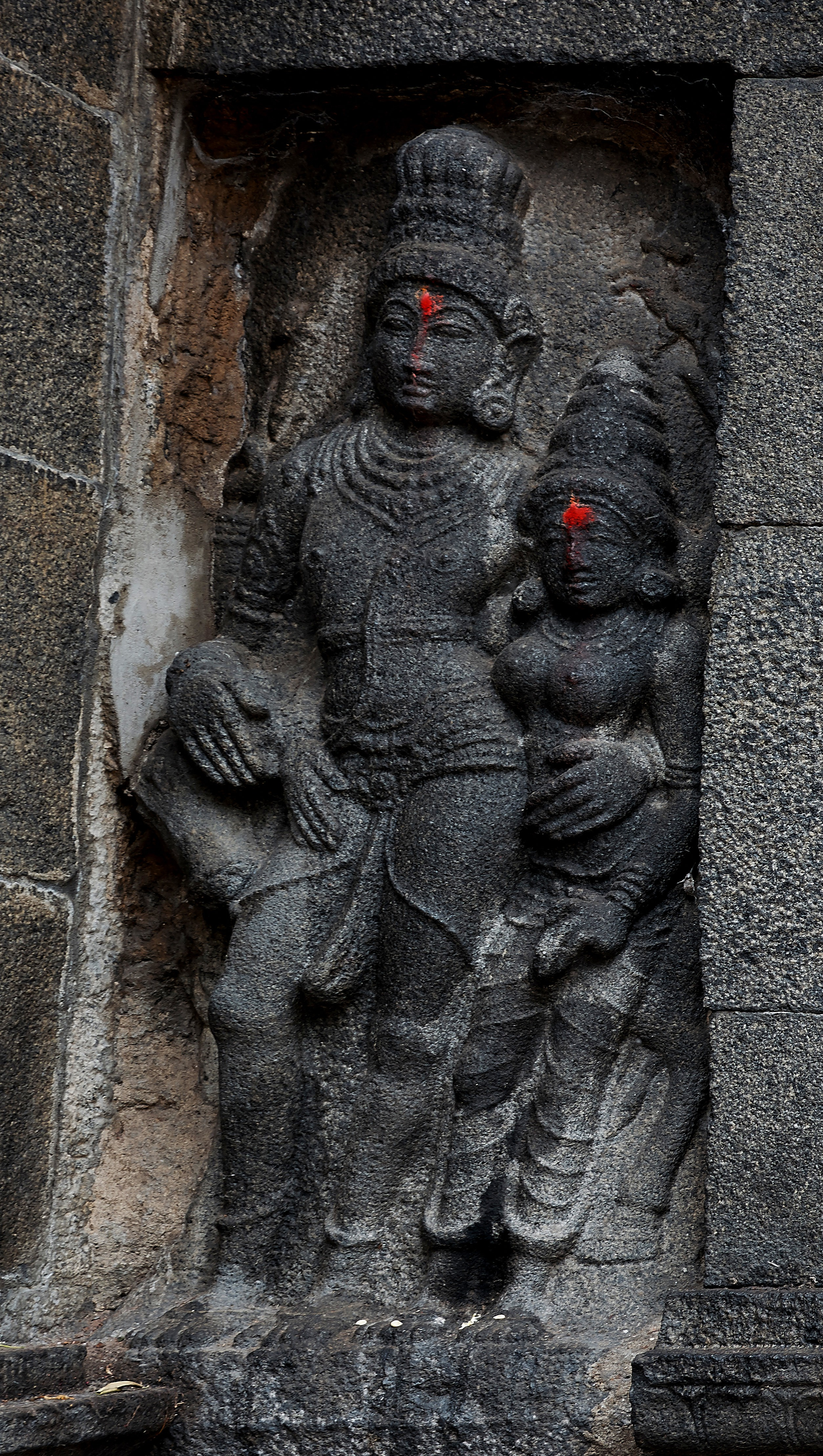
Shiva und Parvati
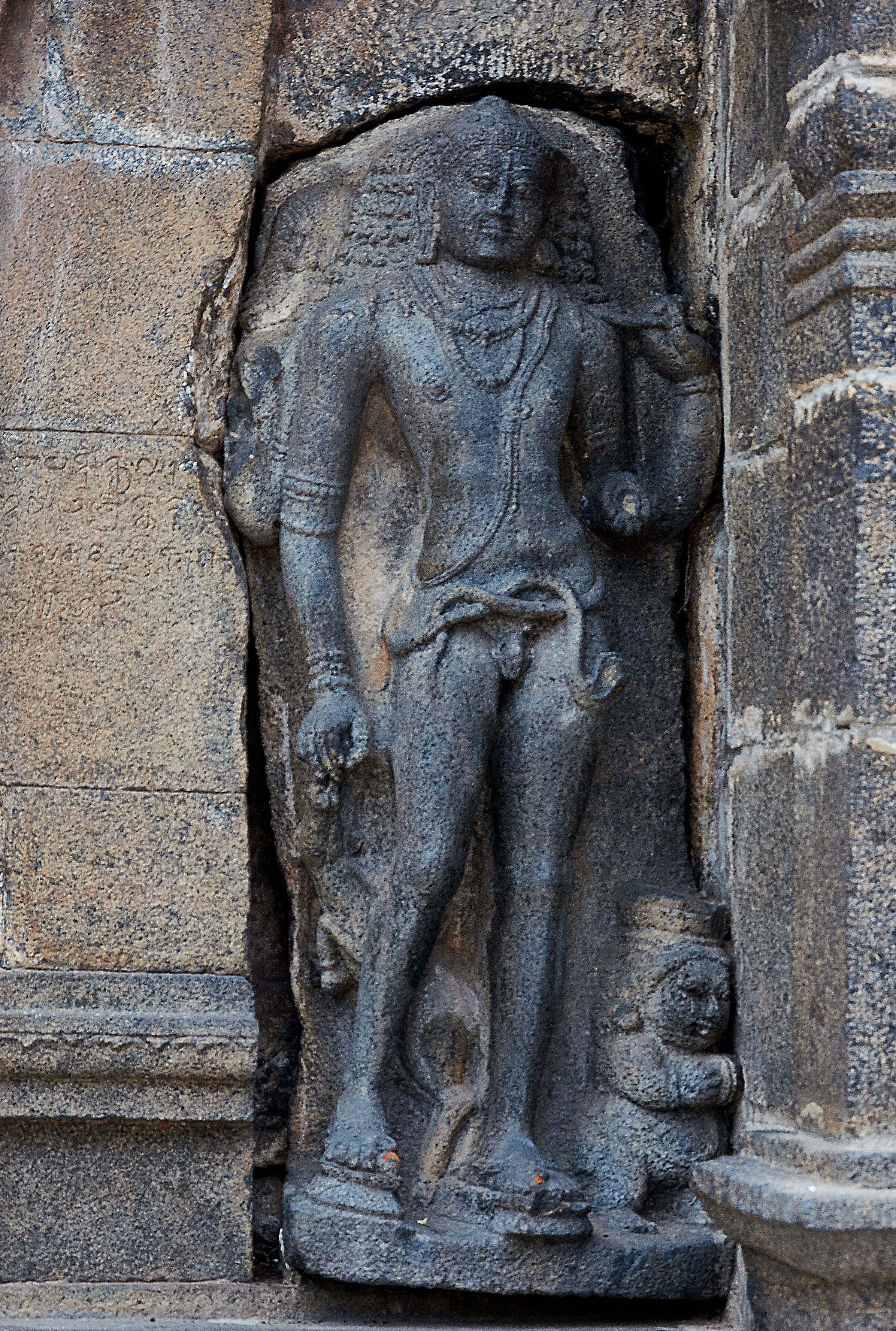
Shiva und Zwerg (gana)
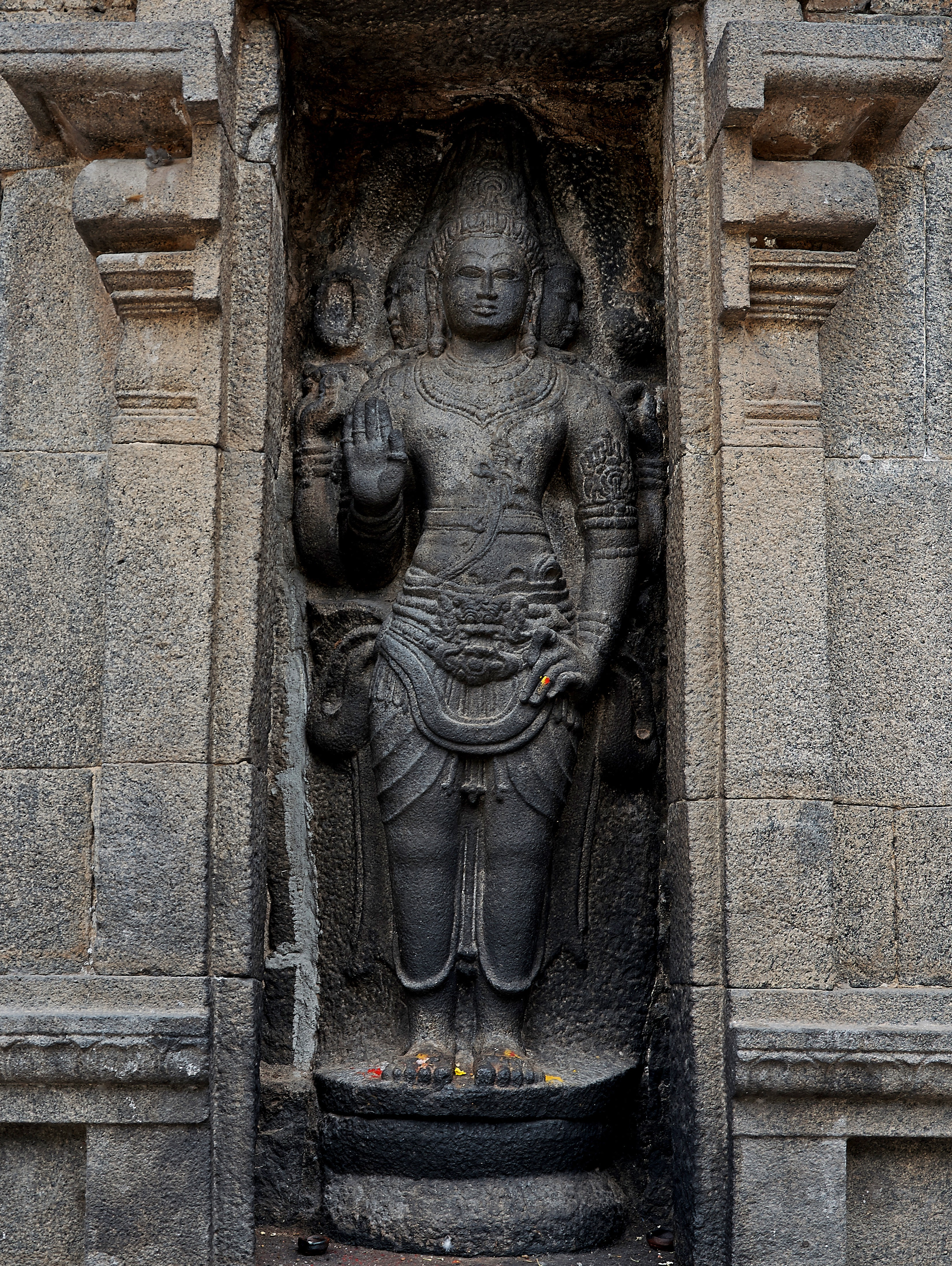
Brahma
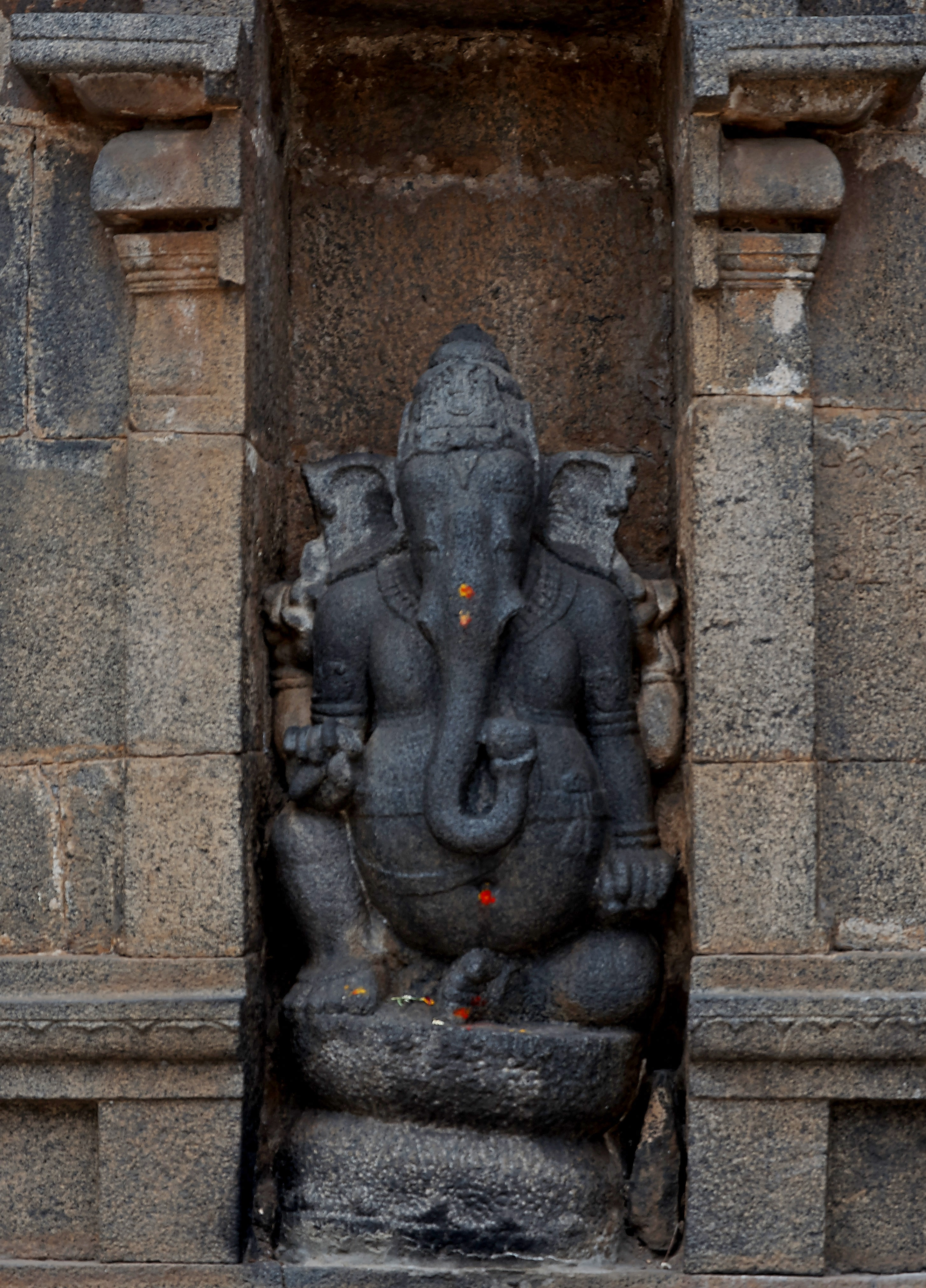
Ganesha